# Seznam hvězd v souhvězdí Berana
Toto je seznam významných hvězd v souhvězdí Berana (Aries). Hvězdy jsou seřazeny podle zdánlivé hvězdné velikosti.